# Цървена вода (община Дебърца)
 Тази статия е за охридското село.  За селото в Торбешията вижте Цървена вода (община Студеничани).  
Цървена вода (на македонска литературна норма: Црвена Вода, е село в община Дебърца на Северна Македония.

## География
Селото е в Долна Дебърца, част от котловината Дебърца между Илинската планина от изток и Славей планина от запад. Разположено е в източното подножие на планината Караорман.

## История
В XIX век Цървена вода е българско село в нахия Дебърца на Охридската каза на Османската империя. В „Етнография на вилаетите Адрианопол, Монастир и Салоника“, издадена в Константинопол в 1878 година и отразяваща статистиката на населението от 1873 година, Цървена вода (Tsrvéna-voda) е посочено като село с 35 домакинства с 88 жители българи. Според Васил Кънчов в 90-те години Цървена вода има 30 къщи. Според статистиката му („Македония. Етнография и статистика“) от 1900 година Цървена вода е населявано от 290 жители, всички българи християни.
На Етнографската карта на Битолския вилает на Картографския институт в София от 1901 година Църквена вода е чисто българско село в Охридската каза на Битолския санджак с 30 къщи.
В началото на XX век цялото население на селото е под върховенството на Българската екзархия. По данни на секретаря на екзархията Димитър Мишев („La Macédoine et sa Population Chrétienne“) в 1905 година в Цървена вода има 320 българи екзархисти.
Според преброяването от 2002 година селото има 23 жители македонци.
| Националност | Всичко |
| македонци    | 23     |
| албанци      | 0      |
| турци        | 0      |
| роми         | 0      |
| власи        | 0      |
| сърби        | 0      |
| бошняци      | 0      |
| други        | 0      |

## Личности
Родени в Цървена вода
- Ванчо Николески (1912 – 1980), писател от Социалистическа република Македония, автор на детска и юношеска литература, роден и починал в Цървена вода
- Веле Митаноски (р. 1949), политик от Северна Македония, депутат от НСДП
- Велян Христов Балтаков, български революционер от ВМОРО[7]
- Дойчин Силянов, български революционер от ВМОРО[8]
- Йон Божинов, български революционер от ВМОРО[7]
- Митре Танев, български революционер от ВМОРО[8]
- Лазар Филчев, български революционер от ВМОРО[9]
- Пане Йосифов, български революционер, войвода на ВМОРО, по време на Илинденско-Преображенското въстание се сражава на 30 август при Цървена вода[10]
- Яне Трайчев, български революционер от ВМОРО[8]